# Soltan Ali Maschhadi
Soltan Ali Maschhadi (anhörenⓘ persisch سلطان علی مشهدی, IPA: [soltɑn æli jɛ mæʃhædi]; * 1435 in Maschhad; † 1520) auch bekannt als Nesam ed-Din Soltani (persisch نظام الدین سلطانی, [nɛzɑmɛddin ɛ soltɑni]) war ein persischer Kalligraf und prominenter Kalligraf der Nastaliq-Schrift im 15. und 16. Jahrhundert. Alle Nastaliq-Inschriften der Gebäude, die durch den Befehl von Soltan Hosseyn Bayqara und Mir ʿAli Schir Nawāʾi in Ägypten und der Schulen in Herat gebaut wurden, sind Werke von Soltan Ali Maschhadi. Sein Stil der Nastaliq-Schrift interessierte auch den Hof des Mogulreiches in Indien.

## Leben
Er war Kalligraf am Hof Abu Said Gurkanis und Soltan Hosseyn Bayqaras. Er lernte Kalligrafie bei Azhar Tabrizi. Er war Kalligrafielehrer der bedeutenden Kalligrafen wie Soltan Mohammad Nur, Soltan Mohammad Chandan und Mir Ali Heravi.